# Parada de Azucarera
La Azucarera es el nombre de una parada del Tranvía de Vélez-Málaga. Estaba ubicada entre la Avenida de Andalucía con la calle Azucarera, Torre del Mar. Fue clausurada en 2012, con el resto de la red.

## Líneas y conexiones
| << Cabecera  | < Estación      |           | Estación >        | Cabecera >>         |
| ------------ | --------------- | --------- | ----------------- | ------------------- |
| Paseo Larios | Conjunto Europa | Azucarera | Hospital Comarcal | Parque Jurado Lorca |